# Nánh Nghê
Nánh Nghê là một xã thuộc huyện Đà Bắc, tỉnh Hòa Bình, Việt Nam.
Tên của xã được ghép từ tên của hai xã cũ là Suối Nánh và Đồng Nghê.

## Địa lý
Xã Nánh Nghê nằm ở phía tây bắc huyện Đà Bắc, có vị trí địa lý:
- Phía đông giáp tỉnh Phú Thọ và xã Giáp Đắt
- Phía tây giáp tỉnh Sơn La
- Phía nam giáp xã Mường Chiềng
- Phía bắc giáp tỉnh Sơn La.

Xã Nánh Nghê có diện tích 67,55 km², dân số năm 2018 là 3.172 người, mật độ dân số đạt 47 người/km².

## Lịch sử
Địa bàn xã Nánh Nghê hiện nay trước đây vốn là hai xã Suối Nánh và Đồng Nghê thuộc huyện Đà Bắc.
Xã Suối Nánh và xã Đồng Nghê được thành lập vào ngày 22 tháng 1 năm 1957 trên cơ sở một phần diện tích và dân số của xã Đức Nhàn cũ.
Đến năm 2018, xã Suối Nánh có diện tích 35,55 km², dân số là 1.320 người, mật độ dân số đạt 37 người/km². Xã Đồng Nghê có diện tích 32,00 km², dân số là 1.852 người, mật độ dân số đạt 58 người/km².
Ngày 17 tháng 12 năm 2019, Ủy ban Thường vụ Quốc hội ban hành Nghị quyết số 830/NQ-UBTVQH14 về việc sắp xếp các đơn vị hành chính cấp huyện, cấp xã thuộc tỉnh Hòa Bình (nghị quyết có hiệu lực từ ngày 1 tháng 1 năm 2020). Theo đó, sáp nhập toàn bộ diện tích và dân số của xã Suối Nánh và xã Đồng Nghê thành xã Nánh Nghê.